# Boiu (okręg Marusza)
Boiu (węg. Bún) – wieś w Rumunii, w okręgu Marusza, w gminie Albești. W 2011 roku liczyła 1438 mieszkańców.